# 鏈式聚合

聚己內酯，鏈聚合的例子之一

鏈式聚合（英語：Chain-growth polymerization；而在IUPAC中稱之為），又稱鏈聚合、連鎖聚合、鏈增長聚合，是一種將聚合物鏈中的不飽和單體分子增加一個額外增長的活性位點的一種聚合技術。除了各單體單元的再生的活性位點，聚合物的生長只會發生在一個（或多個）端點。
聚乙烯，聚丙烯和聚氯乙烯（PVC）是常見由鏈增長聚合製成的塑料。它們廣泛用於包裝，並且其特異性標記與塑料的主要成分回收的代碼為4號。

## 機制
鏈增長聚合所通用之化學方程式： 
{\displaystyle (-M-)_{n}}（聚合物）{\displaystyle +M}（單體）{\displaystyle {\ce {->}}}{\displaystyle (-M-)_{n+1}}
其中，n為聚合程度，M是某種形式下的不飽和化合物，例如：烯烴（乙烯聚合物）或脂環化合物（開環聚合分子）。
這種鏈增長聚合的模式會導致高分子量聚合物會產生低轉化率的結果。而最終重量是由傳播速度與個體鏈之終止相比決定，其中既包括鏈轉移和鏈終止步驟的速率決定。只要超過一定上限溫度，就不會發生聚合。

### 步驟
通常透過以下步驟進行鏈增長聚合：
1. 起始反應(链引发)：通常都是藉由一個引發劑開始此化學流程。典型的引發劑包括：任何具有不穩定基團的有機化合物：如氮氮雙鍵（-N=N-），二硫化物（-SS-），或過氧化物（-OO-）。例如：過氧化苯甲酰和AIBN。
2. 鏈增長：在欲反應的聚合物分子的活性端點上，添加一個單體分子以一個形成新的聚合物分子；其與舊有聚合物相比多出一個重複的單元。
3. 鏈轉移：終止其鏈，但活性端會被轉移到一個新的鏈上。這個反應可以與溶劑，單體或其他聚合物產生作用。此過程增加得到的產物(聚合物)的分支。
4. 鏈終止：透過發生結合或分歧化。「終止」一詞在自由基聚合中，是指自由基結合之時，也就是聚合過程的結束。

活性中心有許多不同類型：
- 自由基聚合反應中的自由基，例如：聚苯乙烯(形狀類似泡沫狀花生)，是誘發苯乙烯與過氧化苯甲酰產生聚合的自由基引發劑
- 陽離子聚合中的陽碳離子，例如：由氯化鋁電離異丁烯起始的異丁基合成橡膠。
- 陰離子聚合中的陰碳離子
- 有機金屬化合物中的配位聚合

根據不同所需的反應條件，加成聚合反應可以被認為是一種活性聚合。最常見的是與陰離子聚合，因為它非常容易進行而不需要終止的步驟。

## 與其他聚合方式比較
逐步聚合和鏈增長聚合反應的區別與不同之處，是由保羅·弗洛里於1953年提出，並且指出其反應機制，相較於在鏈增長聚合時使用自由基或離子基團逐步增長，它所是使用的是單體的官能團。
鏈增長聚合和加成聚合（也稱為加聚）是兩個不同的概念。事實上聚氨酯與加成聚合反應聚合（因為它的聚合不產生任何小分子，被稱為“冷凝”），但其反應機制是逐步增長聚合。
“加成聚合”和“縮合聚合”之間的區別是由華萊士·卡羅瑟斯於1929年提出，並且提到了得出產物的類型。</ref>加成聚合產生的僅僅是聚合物分子，而縮合聚合產生的聚合物具有低分子量之特性，且通常為水分子。